# 克龙韦勒
克龙韦勒是德国莱茵兰-普法尔茨州的一个市镇。总面积3.51平方公里，总人口330人，其中男性172人，女性158人（2011年12月31日），人口密度94人/平方公里。